# Douanewetgeving

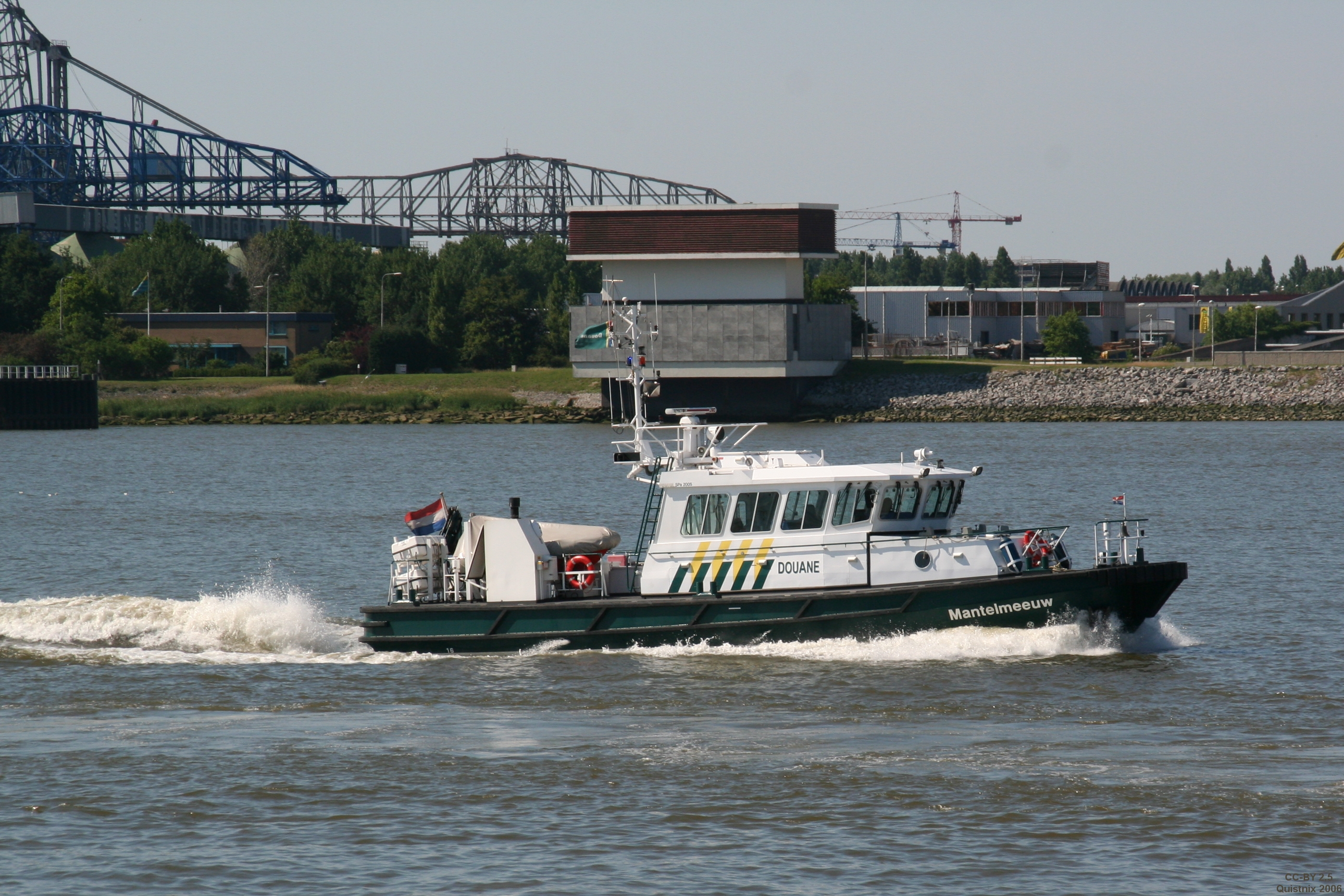
Nederlands douaneschip

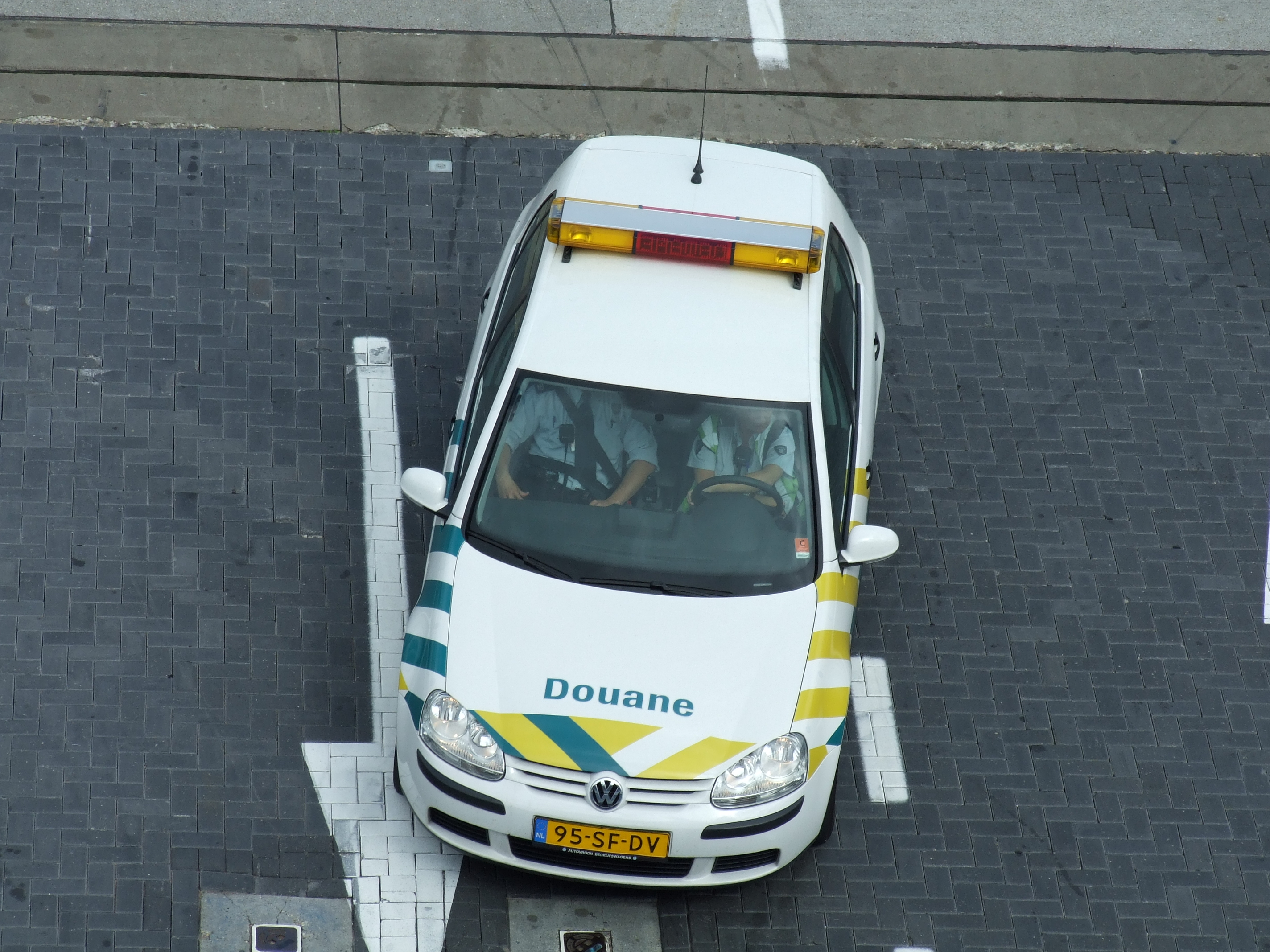
Nederlands douanevoertuig

Een douanewetgeving is het geheel van regels betreffende de in- en uitvoer van goederen. Onder deze regels moet onder andere worden verstaan de wet- en regelgeving met betrekking tot de rechten bij invoer en de rechten bij uitvoer die zijn verschuldigd bij het binnenbrengen of uitvoeren van goederen in/uit een douanegebied. Wat betreft deze rechten kan worden gedacht aan douanerechten, anti-dumpingrechten, compenserende rechten, belastingen in het kader van het gemeenschappelijk landbouwbeleid en landbouwbelastingen binnen de Europese Unie.
Naast de hiervoor genoemde 'communautaire rechten bij in- en uitvoer, zijn bij het in het vrije verkeer brengen van goederen in Nederland veelal ook nog nationale belastingen vanwege invoer verschuldigd. Daarbij kan worden gedacht aan omzetbelasting bij invoer en accijnzen bij invoer. Omzetbelasting bij invoer wordt geheven op grond van de Wet op de omzetbelasting 1968. Accijnzen bij invoer worden geheven krachtens de Wet op de accijns. Voor zover het gaat om het belastbare feit invoer volgen beide nationale heffingen over het algemeen de communautaire douaneregelgeving. Overigens zijn de omzetbelasting en accijnsheffing ook in grote, respectievelijk bepaalde mate communautair geharmoniseerd.
Rechten bij invoer zijn naar hun aard discriminatoir. De heffing beoogt namelijk goederen die het land binnenkomen (niet-communautaire goederen) nadeliger te behandelen dan communautaire goederen. Geheel anders is dat bij omzetbelasting en accijnzen bij invoer. Deze belastingen hebben uitsluitend een compenserend karakter, doordat zij slechts ten doel hebben de belastingdruk op ingevoerde goederen gelijk te houden met de druk op nationale goederen.

## Historische ontwikkeling in de Nederlanden

### Tolgelden, Convooien & Licenten
Douanerechten vinden hun historische grondslag in de heffing van tolgelden. Deze gelden werden reeds in de Romeinse tijd geheven. De Nederlanden kenden het stelsel van tolgelden vanaf de middeleeuwen tot aan het begin van de Tachtigjarige Oorlog. Bij de vorming van de Republiek der Verenigde Nederlanden werden de tolgelden vervangen door de zogenaamde convooirechten en licentrechten. Convooirechten (Convooien of Convoyen) waren rechten die door de marine van met name rederijen werden geheven vanwege de bescherming van hun handelsschepen. Convooien hadden aanvankelijk derhalve met name het karakter van een retributie. In de loop der tijd werden de rechten evenwel geheven onverschillig of feitelijk ook bescherming van de handelsvloot was geleverd. Daardoor verloren convooirechten het karakter van retributie en zijn deze rechten gaandeweg geëvolueerd tot invoerrechten. Licentrechten (Licenten), ook wel: verlofgelden, waren rechten die werden geheven ter zake van de uitvoer van goederen naar vijandelijke gebieden. Later werden licenten ook geheven bij de doorvoer van goederen door Nederland naar een vijandelijk gebied. Door de heffing van licenten was de overheid in staat de handel met vijandelijke gebieden te controleren en reguleren. Licenten hebben zich uiteindelijk tot zogenaamde uit- en doorvoerrechten ontwikkeld. De namen Convoyen en Licenten verdwenen voorgoed bij de inwerkingtreding van de Wet op den ophef der Inkomende en Uitgaande rechten en der Accijnzen van den 12den Mei 1819, Stb. 20. Met deze wet werden de afzonderlijke directies convoyen en licenten namelijk opgeheven en werden deze samengevoegd met de directies indirecte belastingen.

### Na de Franse tijd
Na de zogenaamde Franse tijd bestond de behoefte aan een herziening van het stelsel van het Nederlandse belastingrecht. De uit die behoefte voortvloeiende herziening van het belastingstelsel werd geëffectueerd door de zogenaamde Stelselwet (Wet houdende de grondslagen van het stelsel van 's Rijks belastingen van 12 juli 1821, Stb. 9). Het is deze Stelselwet, die nog steeds van kracht is, die ertoe heeft geleid dat in Nederland de Algemene Wet over de heffing der rechten van in-, uit- en doorvoer van goederen en van de accijnzen (A.W.) werd ingevoerd (Wet van 26 augustus 1822, Stb. 38). Na de respectievelijke afscheidingen van België en Luxemburg evolueerde deze wet in de drie landen verschillend. Deze drie verschillende A.W.'s - die belastingen verschuldigd bij in- en uitvoer ingaande en uitgaande rechten noemde - heeft honderdveertig jaar dienst gedaan. Duidelijk zal zijn dat deze wetten vele wijzigingen heeft moeten ondergaan. De industriële revolutie had het maatschappelijk leven in die honderdveertig jaar immers drastisch gewijzigd. Zo was van autoverkeer op het tijdstip van inwerkingtreding van de A.W. bijvoorbeeld nog geen sprake. Eerst op 1 oktober 1962 trad in Nederland een nieuwe wet in werking, de zogenaamde AWDA (Algemene Wet Douane en Accijnzen). Op 1 oktober 1977 trad ook in België en Luxemburg een nieuwe versie in werking, toevallig ook de AWDA genoemd. Door de Belgisch-Luxemburgse Economische Unie was de douanewetgeving in die twee landen weer hetzelfde. 

### AWDA, Tariefbesluit 1960 en Benelux
Na de A.W. werd het Nederlandse douanerecht geregeld in de Algemene wet inzake de douane en de accijnzen (AWDA) (Wet van 26 januari 1961, Stb. 31) en het Tariefbesluit 1960. In de AWDA, die het karakter had van een raamwet voor het nationale douanerecht, werd met name het formele douanerecht geregeld. De AWDA bevatte onder andere (a) de definiëring van de begrippen invoer, uitvoer en doorvoer, (b) de wijze waarop goederen die het land binnenkwamen moesten worden aangegeven,(c) de aan de douaneautoriteit gegeven bevoegdheden voor toezicht op binnenkomende goederen, (d) de regelgeving inzake entrepots, waar goederen vrij van heffing konden worden opgeslagen, (e) de bepalingen over de verschuldigdheid van invoerrechten, (f) bepalingen rondom bezwaar en beroep, (g) het administratieve boetestelsel, (h) de invordering en de zekerheidstelling en (i) het douanestrafrecht.
Het materiële douanerecht werd geregeld bij het Tariefbesluit 1960. Het besluit, waarvan de grondwettelijke basis - gelijk de heffing van Europese belastingen (zie hierna) - discutabel was, bevatte onder meer regelgeving betreffende (a) de tarifering (d.i. regelgeving aan de hand waarvan goederen moesten worden ingedeeld in het Tarief, zie hierna), (b) de waarde van goederen bij invoer (hetgeen in sterke mate werd beïnvloed door Internationale overeenkomsten, waaronder die van de GATT), (c) de vrijstellingen bij invoer en (d) de eventuele teruggaven van invoerrecht. Vanaf deze tijd begon het douanerecht, dat naar zijn aard overigens tot het internationale recht behoort, een meer conventioneel en dus minder autonoom karakter te krijgen. Met name voor wat betreft het materiële douanerecht werden de Nederlandse en de Belgisch-Luxemburgse regelgeving in sterke mate weer gelijklopend door het aangaan van de Benelux-unie.

### Douane-unie (Gemeenschappelijke markt)
Omdat de Europese Gemeenschap (EG) is gegrondvest op een gemeenschappelijke markt (artikel 2 EG-verdrag), waar onder meer onder moet worden begrepen een douane-unie (zie economische integratie), heeft de communautaire wetgever, met name de verordening als wetgevingsinstrument gebruikt. Dat het grondgebied van de lidstaten van de EG gezamenlijk een douane-unie vormen (artikel 3 CDW regelt het douanegebied van de EG) brengt met zich dat invoer in Nederland alleen kan plaatsvinden wanneer de binnengebrachte goederen oorspronkelijk afkomstig zijn uit een gebied dat niet tot het douanegebied van de Gemeenschap behoort. Komt een goed in oorsprong uit een lidstaat van de EG, dan is van invoer geen sprake. Men heeft het dan over intracommunautair goederenverkeer.

## Rechtsbronnen douanerecht

### EG-douanerecht (algemeen)

#### Primair EG-douanerecht
De grondslag voor de vaststelling van douanewetgeving door de EG is neergelegd in het EG-Verdrag. Ingevolge het EG-verdrag, welk verdrag onderdeel vormt van het zogenaamde primaire EG-recht, bestaan er diverse instrumenten om communautaire wetgeving tot stand te brengen. Wat de communautaire wetgevingsinstrumenten betreft kan worden gedacht aan verordeningen, richtlijnen en beschikkingen (secundair EG-recht).

#### Secundair EG-douanerecht
Het meest verstrekkende wetgevingsinstrument is de EG-verordening. Het in het EG-verdrag vervatte subsidiariteitsbeginsel - dat inhoudt dat de EG zich bij de uitoefening van haar wetgevende bevoegdheid terughoudend zal opstellen (artikel 5 EG-Verdrag) - brengt mee dat de toepassing van de richtlijn als wetgevingsinstrument in beginsel eerder moet worden toegepast dan de verordening. Het idee van een douane-unie is echter dusdanig fundamenteel voor de EG, dat het susidiariteitsbeginsel zich niet tegen het gebruik van de verordening als wetgevingsinstrument verzet. Het secundaire EG-douanerecht, waarvan de reikwijdte moet blijven binnen de in het primaire EG-recht gestelde grenzen, bestaat met name uit de navolgende verordeningen: 
Tot april 2016 was de wetgeving als volgt:
1. Het Communautair Douanewetboek (CDW), voluit "Verordening (EEG) nr. 2913/92 van de Raad van 12 oktober 1992 tot vaststelling van het Communautair Douanewetboek (Publicatieblad van de EG van 19 oktober 1992, nr. L 302, blz. 1 e.v.)".
2. Het toepassingswetboek van het CDW (TCDW), voluit "Verordening (EEG) nr. 2454/93 van de Commissie van 2 juli 1993 houdende vaststelling van enkele bepalingen ter uitvoering van Verordening (EEG) nr. 2913/92 van de Raad tot vaststelling van het Communautair Douanewetboek (Publicatieblad van de EG van 11 oktober 1993, nr. L253, blz. 1 e.v.)"
3. De Gecombineerde Nomenclatuur (GN), voluit "Verordening (EEG) nr. 2658/87 van de Raad van 23 juli 1987 met betrekking tot de tarief- en statistieknomenclatuur en het gemeenschappelĳk douanetarief (Publicatieblad van de EG van 7 september 1987, nr. L 256, blz. 1 e.v.)".
4. De Verordening Douanevrijstellingen, voluit "Verordening (EEG) nr. 918/83 van de Raad van 28 maart 1983 betreffende de instelling van een communautaire regeling inzake douanevrijstellingen (Publicatieblad van de EG van 23 april 1983, nr. L 105, blz. 1 e.v.)".

Vanaf 1 mei 2016 is de wetgeving:
1. Het Douanewetboek van de Unie (DWU), voluit "Verordering (EU) Nr. 952/2013 van het Europees Parlement en van de Raad van 9 oktober 2013 tot vaststelling van het douanewetboek van de Unie".
2. Het Gedelegeerde Verordening (GVo. DWU), voluit "Gedelegeerde Verordening (EU) 2015/2446 van de Commissie van 28 juli 2015 tot aanvulling van Verordening (EU) nr. 952/2013 van het Europees Parlement en de Raad met nadere regels betreffende een aantal bepalingen van het douanewetboek van de Unie".
3. Het Uitvoeringsverordening (UVo.DWU), voluit "Uitvoeringsverordening (EU) 2015/2447 van de Commissie van 24 november 2015 houdende nadere uitvoeringsvoorschriften voor enkele bepalingen van Verordening (EU) nr. 952/2013 van het Europees Parlement en de Raad tot vaststelling van het douanewetboek van de Unie".
4. De (overgangsverordening)(OVO. DWU), voluit: Verordening 2016/341,  is naast de Uitvoeringsverordening en de gedelegeerde verordening nog een belangrijke. Hierin is opgenomen dat alle communicatie naar de douane toe elektronisch dient te geschieden. In de OVO DWU zijn bepalingen opgenomen voor de gevallen waarin de beoogde elektronische systemen nog niet operationeel zijn.

### Nederlands douanerecht (algemeen)
Dat de douanewetgeving met name bestaat uit EG-recht, betekent niet dat er geen nationale regelgeving bestaat op dit rechtsgebied. De nationale douanewetgeving is met name van belang voor zaken waarbij de instellingen van de EG niet bevoegd zijn tot het treffen van communautaire regelgeving. Hierbij moet met name gedacht worden aan de invulling van de bevoegdheidsregels voor de nationale douaneautoriteiten (in Nederland de inspecteur en de ontvanger), maar bijvoorbeeld ook het procesrecht (in Nederland het bestuursprocesrecht). Verder bevat het secundaire EG-douanerecht wel delegatiebepalingen, waarin aan de lidstaten wordt overgelaten nadere regelgeving te treffen. De belangrijkste Nederlandse douanewetgeving kan worden gevonden in:
- Douanewet (DW)
- Invoeringswet Douanewet
- Douanebesluit (DB)
- Douaneregeling (DR)
- Algemene wet inzake rijksbelastingen (Awr)
- Algemene wet bestuursrecht (AWB)

Per 01-08-2008 (onder voorbehoud) zullen de bovenstaande wetgevingen met betrekking tot Douane worden vervangen voor de Algemene Douane Wet. Deze wet samen met het Algemeen Douane Besluit en Algemene Douane regeling zal alle bevoegdheden, rechten en plichten bundelen in één wet.
Ten slotte is er voor de dagelijkse praktijk het interne Handboek Douane. In het handboek is onder andere ook een gedoogregeling opgenomen voor het gebruik van rode gasolie door bepaalde schepen in de recreatievaart. Iets wat Europees niet mag, maar in Nederland wordt gedoogd.

### Jurisprudentie

#### Rechterlijke instanties Europese Gemeenschap
- Hof van Justitie van de Europese Gemeenschappen
- Gerecht van Eerste Aanleg

#### Competente nationaalrechterlijke instanties (Nederland)
- Douanekamer van de rechtbank Haarlem
- Douanekamer van het Gerechtshof Amsterdam (voorheen: Tariefcommissie)
- Hoge Raad der Nederlanden

## Mogelijkheden onderscheiden rechten bij invoer
Rechten bij invoer worden wel onderscheiden in fiscale rechten ten opzichte van protectionistische rechten en ad-valoremrechten tegenover specifieke rechten.

### Fiscale rechten versus protectionistische rechten
Rechten bij invoer kwalificeren als fiscale rechten indien de wetgever met de heffing geen andere bedoeling heeft dan dat de schatkist geld nodig heeft. We hebben het dan over de belangrijkste functie van belastingheffing, namelijk de budgettaire functie (zie hierover belasting). Rechten bij invoer gelden als protectionistische rechten indien het doel van de heffing slechts hierin is gelegen, dat de heffing een beschermend karakter heeft. Die bescherming kan zijn gericht op het nationale bedrijfsleven tegen buitenlandse bedrijven, maar bijvoorbeeld ook op de gezondheid van de inwoners van de heffende staat. Een duidelijke grens tussen beide rechten is moeilijk te trekken. Rechten bij invoer hebben veelal zowel een fiscaal als een protectionistisch karakter. De verschuldigdheid van rechten bij invoer werkt altijd in enigerlei mate beschermend, maar - voor zover geen sprake is van een invoerverbod (prohibitieve werking) - heeft de heffing ook altijd een fiscaal karakter. Binnen de Europese Gemeenschap staat het beschermende karakter van de gemeenschappelijke markt op de voorgrond. Het budgettaire belang van de rechten bij invoer is daaraan ondergeschikt.

#### Tarifaire versus non-tarifaire belemmeringen
Het beschermende karakter van rechten bij invoer laat zich weer onderscheiden in tarifaire en non-tarifaire belemmeringen. Onder tarifaire belemmeringen worden verstaan alle maatregelen die vanwege een tariefstructuur (douanetarief) de communautaire goederen beschermen tegen niet-communautaire producten. Als tarifaire maatregelen worden wel aangemerkt douanerechten, invoer- en uitvoersubsidies, alsmede invoercontingenten. Non-tarifaire belemmeringen hebben niets met de tariefstructuur van doen, maar werpen niettemin een handelsbarrière op. Veelal bestaan deze belemmeringen uit allerlei (administratieve) voorschriften.

### Specifieke rechten versus ad-valoremrechten
Onder specifieke rechten worden verstaan rechten bij invoer waarbij de maatstaf van heffing (heffingsgrondslag) is gebaseerd op de kwantiteit van goederen (bijvoorbeeld kilogrammen, liters). Bij ad-valoremrechten wordt de maatstaf van heffing gevormd door de douanewaarde van de goederen. In de Europese Gemeenschap wordt vrijwel uitsluitend gebruikgemaakt van ad-valoremrechten. Een combinatie van beide is vanzelfsprekend ook mogelijk. Beide vormen van heffing hebben voor- en nadelen. Veelal worden specifieke rechten minder fraudegevoelig geacht dan ad-valoremrechten. Ad-valoremrechten zijn daarentegen internationaal gezien beter vergelijkbaar.

## Wankele grondwettelijke basis voor heffing Europese belastingen
Rechten bij invoer en uitvoer vormen onmiskenbaar een belasting in de zin van artikel 104 van de Grondwet (Gw). Ingevolge deze bepaling worden belastingen slechts geheven uit kracht van een wet. Rechten bij invoer en uitvoer worden geheven uit kracht van het CDW. Aanvechtbaar is de opvatting dat een Europese verordening als het CDW kwalificeert als een wet in de zin van artikel 104 Gw. Daarenboven is kwestieus de stelling dat de Europese rechten bij invoer kwalificeren als rijksbelastingen als bedoeld in artikel 104 van de Grondwet. Dat de Nederlandse wetgever de vanwege Europese regelgeving geheven rechten bij wetsduiding als rijksbelastingen heeft aangemerkt (artikel 1, lid 2, AWR), doet daaraan niet af. Gesteld moet derhalve worden dat de grondwettelijke basis voor een heffing van Europese belastingen discutabel is. Men denke nu overigens niet dat het zinvol is om zich hierop bij de nationale rechter te beroepen indien men wordt "uitgenodigd tot betaling" van douanerechten. Verordeningen van de EG hebben rechtstreekse werking en vormen een onderdeel van de communautaire rechtsorde. Het is niet mogelijk dat de toepassing daarvan vanwege een bepaling uit de Nederlandse Grondwet (nationale rechtsorde) kan worden gefrustreerd.

## Opbrengst rechten bij in- en uitvoer
De opbrengst van de geheven rechten bij invoer en uitvoer vormen zogenaamde Eigen Middelen van de Europese Gemeenschap. Dat is geregeld in het zogenaamde "Besluit van de Raad van 31 oktober 1994 betreffende het stelsel van eigen middelen van de Europese Gemeenschappen". Wel is het zo dat de lidstaten vanwege de aan de heffing verbonden perceptiekosten een deel van de opbrengst als dekking van deze kosten mogen inhouden, alvorens zij deze afdragen aan de EG. Opgemerkt kan daarbij worden dat Nederland, vanwege haar aan Schiphol en de Rotterdamse haven te danken belangrijke positie bij de in- en uitvoer van de Gemeenschap, ten opzichte van de overige lidstaten een relatief hoog percentage van de opbrengst ter dekking van de perceptiekosten mag inhouden.